# Ann Meyer
Ann Meyer (née en 1965) est une femme politique américaine et infirmière membre de la Chambre des représentants de l'Iowa du 8e district. Élue en novembre 2018, elle prend ses fonctions le 14 janvier 2019.

## Vie privée et éducation
Ann Meyer est née à Redford, Michigan en 1965. Elle obtient un Bachelor de Science en sciences infirmières à l'Université de Detroit Mercy.

## Carrière
En dehors de la politique, Meyer travaille comme infirmière. Elle est également instructrice en soins infirmiers au Iowa Central Community College. Meyer est élue à la Chambre des représentants de l'Iowa en novembre 2018. Elle est également présidente du comité des ressources humaines de la Chambre,.